# Belém (Lissabon)
Belém is een plaats (freguesia) in de Portugese gemeente Lissabon en telt 16.546 inwoners (2021).

## Indeling
In 2012 werd de freguesia Belém gevormd uit de samenvoeging van twee freguesia's.
| Huidige freguesia | Huidige freguesia | Huidige freguesia | Freguesias voor 2012 | Freguesias voor 2012 | Freguesias voor 2012 |
| Freguesia         | Inwoners          | Oppervlakte       | Freguesias           | Inwoners             | Oppervlakte          |
| ----------------- | ----------------- | ----------------- | -------------------- | -------------------- | -------------------- |
| Belém             | 16.528            | 10,43 km²         | Santa Maria de Belém | 8.541                | 3,43 km²             |
| Belém             | 16.528            | 10,43 km²         | São Francisco Xavier | 8.020                | 2,30 km²             |
| Census: 2011      |                   |                   |                      |                      |                      |

| Detailkaart              |
| ------------------------ |
|                          |
| Indeling voor en na 2012 |